# Пустеля Великого Солоного озера

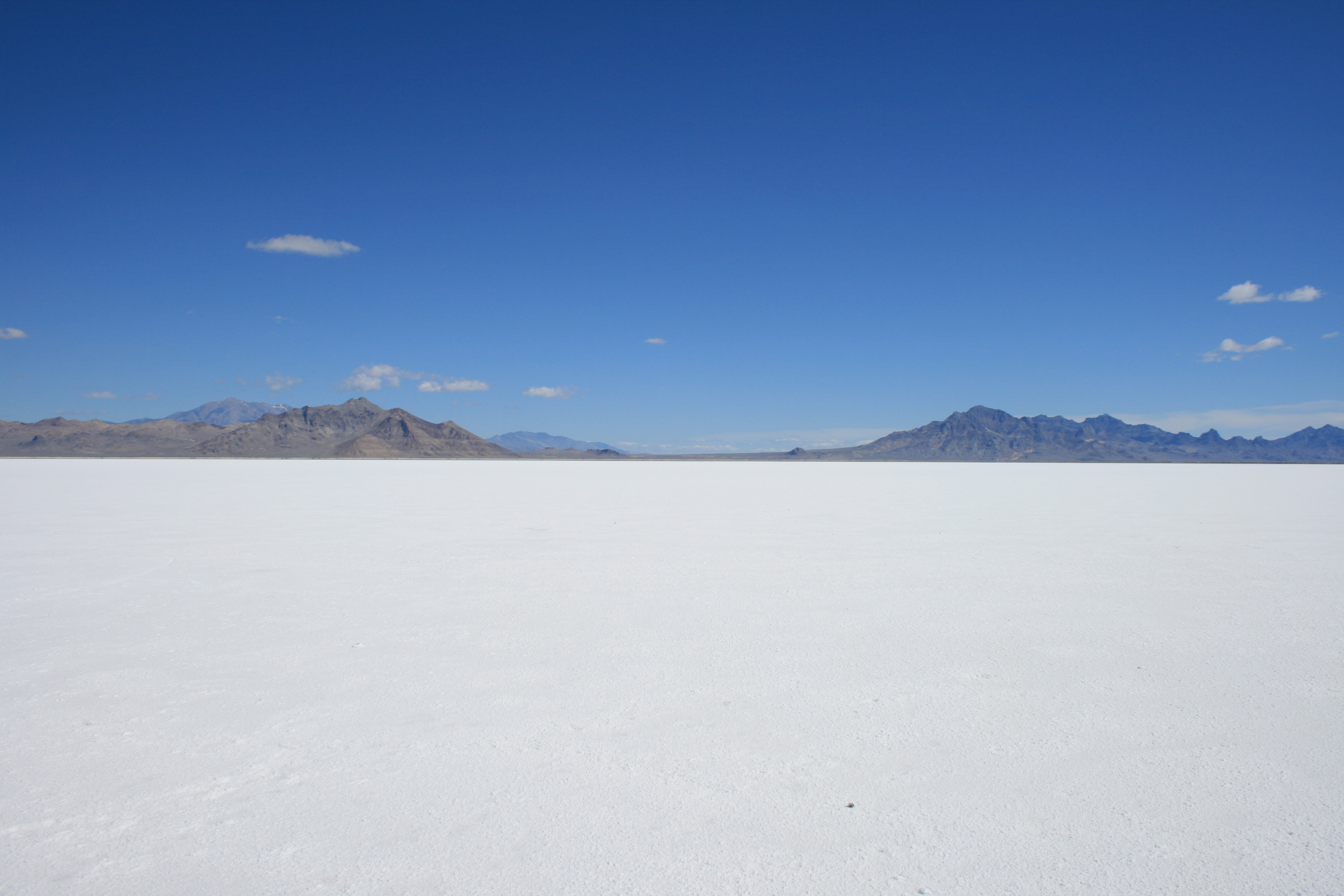
Пустеля Великого Солоного озера

Пустеля Великого Солоного озера (англ. Great Salt Lake Desert) — пустеля на півночі штату Юта, США. Розташована на захід від Великого Солоного озера.
Утворилась у кінці останнього льодовикового періоду через висихання озера Бонневіль — доісторичного озера, яке простягалося на захід від Скелястих гір на більшій частині Великого Басейну і на сьогодні є найбільшим лівим залишком Великого Солоного озера.
Займає територію площею 10 360 км². Річна кількість опадів 200 мм. Кожного року, після випаровування дощової води пустеля вкривається кіркою солі.
На півночі пустелі розташований військовий полігон Utah Test and Training Range.